# Ставропольский округ
Ставропольский округ — административно-территориальная единица Юго-Восточной области (с октября 1924 — Северо-Кавказского края) существовавшая в 1924—1930 годах.
Ставропольский округ был образован 2 июня 1924 года. Центр округа находился в городе Ставрополе.
Изначально округ был разделён на 10 районов: Александровский, Благодаренский, Виноделинский, Дивенский, Курсавский, Медвежинский, Московский, Петровский, Ставропольский и Туркменский. В 1929 году Московский район был переименован в Изобильно-Тищенский.
15 августа 1930 года Ставропольский округ, как и большинство остальных округов СССР, был упразднён. Его районы отошли в прямое подчинение Северо-Кавказского края.
Население округа в 1926 году составляло 726,6 тыс. человек. Из них русские — 62,6 %; украинцы — 33,8 %; немцы — 1,1 %.